# 구급전대 고고파이브
구급전대 고고파이브(救急戦隊ゴーゴーファイブ 규큐센타이 고고파이브[*])는 일본 도에이에서 제작한 23번째 슈퍼 전대 시리즈이다. 1999년 2월 21일부터 2000년 2월 6일까지 TV 아사히에서 방영되었다. 1982년에 방영된 '대전대 고글파이브' 이후로 방영된 전대로는 17년만에 최초로 '파이브'라는 명칭이 붙은 전대이며, 2000년 미국에서 《Power Rangers : Lightspeed rescue》라는 제목으로 리메이크 되어 2000년 2월 12일부터 11월 18일까지 폭스 방송의 Fox Kids에서 방송되었다. 미국 파워 레인저 시즌에서는 시즌 8에 해당한다. 대한민국에서는 2004년 《파워레인저 레스큐》라는 제목으로 투니버스에서 방영되었다.

## 개요
슈퍼 전대 시리즈 중 사상 최초로 유일무이하게 재난 등 긴급 서비스를 모티브로 한 전대이다. 전작 《긴가맨》이 동물을 모티브로 한 것으로 본 작품에서는 그것과의 차별화를 도모하도록 기계적인 요소를 전면에 내세우는 것이 기획의 꽤 빠른 단계에서 결정했다. 이와 함께 본 작품에서 중요한 컨셉의 하나로서 제목에도 있다"구급"이 있는데, 이 컨셉은 방영 년도인 〈1999년〉, 그리고 이년 발생하는 것 아니냐는 말을 들고 있던 재해에서 사람들을 지키겠다는 의미에서 온다는 「구급」의 키워드를 건 것으로 이뤄진 것인데, 또 이 컨셉이 채용된 배경에는 1991년의 구급 구명사 법 제정과 1995년의 한신·아와지 대지진 등으로 이들의 직업에 대한 주목도가 높아짐도 꼽힌다. 여기서 주인공인 타츠미 5남매는 소방관 경찰관, 구급 구명사 등 인명 구조 관련 직업 출신이라는 설정이 되어 5남매가 싸우는 동기도 「사람의 생명을 지키는 「=」지구의 미래를 지킨다」로 알려졌다.
이 「구급」이라는 컨셉부터 기획 단계에서는 「구조 전대」라는 가타카나로 어깨 제목이 후보 중 하나로 꼽히고 있었고 영웅의 정장도 이〈99〉라는 수치를 도안화한 것을 거쳐서 결정 디자인인 안젤로 뷔랭 스의 마크를 채용한 것이 고안되어 있다. 또 극중에서도 실책을 저질렀다고 오해된 고고 파이브가 소방 청의 지휘 하에 재편하려 하거나 「임해 부도심으로 고고 파이브와 재마의 싸움이 열리고 있기 때문에 우회하세요.」라는 방송이 극중에서 흐르는 등, 소방, 구급 조직과 그 활동이 다양한 형태로 부각되고 있다. 연출 면에서도 주인공들이 변신 후에 착용하고 있다"안티 이블 정장"이 재난 구조용 특수 장비의 발전형이라는 설정부터 메인 감독의 코나카 하지메의 제안으로 고글 아래 얼굴이 보이는 묘사가 도입됐다. 이 묘사는 고글 부분이 매우 큰 마스크의 디자인 때문에 장착자의 얼굴을 보임으로써 "인간이 구조 활동을 벌이고 있다"것을 강조하는 동시에 무기질의 영웅이라는 인상을 주지 않기 위한 아이디어이기도 했다. 니시오카들 변신 전의 타츠미 남매를 맡은 배우는 상당한 빈도로 정장, 마스크를 착용하고 연기하고, 인력으로는 전대 사상 가장 일한 5명이라고 위로한다. 설정상 재해 현장이 무대이기 때문에 제1-2편에서는 막대한 예산을 들여서 운석에 휩쓸린 도시부의 축소 촬영이 진행됐고 촬영도 잔해와 불꽃의 표현이 따라다니는 스태프의 노고가 많은 작품이었다.
또한, 악의 조직인 「재마」에는 16세기 프랑스의 점성사 노스트라다무스의 저서 《백 시편 집》에서 「공포의 대왕」이 강림하는 것으로 알려졌다. 「1999의 나이 7의 달」과 「그랜드 크로스」등, 본 작품이 방송된 1999년이라는 나이에 관련하는 요소가 다수 포함되어 있으며 1000년대 마지막 방송이라는 전기의 회였다 제44화에서는, 당시 논란의 소지가 된 2000년 문제에 대해서도 약간면서 언급되고 있다.
본 작품에서는 전술한 대로 멤버 전원이 5형제로서 설정되어 있지만 시리즈 중 외에도 여러개 존재하는 형제 전대와 달리 주인공 측뿐 아니라 적국의 간부도 4형제으로 설정되어, "주인공 측의 형제"-"악역 측의 형제"란 도식을 내놓고 있다 "5남매 전사"라는 설정에서 이름에 "-파이브"와 크게 강조하고 있어 6번째 전사는 미등장하였다.. 다만 공식 멤버로 취급되지는 않았지만 메카닉의 항에서 설명된 라이너 보이는 등장회의 부제 등에서도 언급되는 것처럼 "6번째"로 불리기도 했다.
본 작품 이후"변신 전 공통의 재킷을 착용"이란 요소가 많은 작품으로 답습되고 있다.
《텔레비전 군》 지상에서는 고고 파이브가 독자들의 고민 상담 전화 서비스 기획<QQ콜>이 열리고 조회 수는 매월 5만건에 달했다. 또 1999년 6월 21일에는 네모토 타쿠미 후생성 정무 차관에서 고고 파이브에 "구명 수당을 보급하는"이라는 내용의 "긴급 지령"이 내려졌고 이후의 이벤트에서 계몽 활동을 실시하고 있다.
로봇 완구는 복합성이 높아 모든 제조사가 합체나 격납을 통해서 연결되어 있다. 판매 개수는 누계로 100만개를 달성하는, 특히 그랜드 라이너는 도매상 소식통으로부터 "석탄"이라고 불릴 만큼 히트한.관련 상품의 매출은 전작 《긴가맨》과 거의 변함 없이 총 매출 92억엔, 내 완구 매출 57억엔이 됐다.

## 등장인물

### 고고파이브
《고고파이브》는 에도시대부터 소방관의 가계에서 태어나 소방대원, 경찰관, 구급대원 등 국민들의 재산과 생명을 지키는 임무를 수행하고 있던 5형제가 변신한다. 악의 조직인 '재마 일족'을 조사하기 위해 몇년전에 아버지가 실종되고 어머니도 그를 찾아서 실종되어서 형제들만 살고 있었지만, 어느새 돌아온 아버지가 무단으로 직장 은퇴 신고를 해버리고 반강제적으로 구급전대로 만든다. 최종결전 이후 모두 원래 직업에 임한다.
- 고 레드 / 타츠미 마토이 (巽 纏)): 고 레드) (25세 (생일: 1975년 1월 21일))
- 고 블루 / 타츠미 나가레 (巽 流水)): 고 블루) (24세 (생일: 1976년 4월 5일 (1976년 톈안먼 사건과 같은 날)))
- 고 그린 / 타츠미 쇼 (巽 鐘)): 고 그린) (23세 (생일: 1977년 8월 19일))
- 고 옐로 / 타츠미 다이몬 (巽 大門)): 고 옐로) (22세 (생일: 1978년 11월 5일))
- 고 핑크 / 타츠미 마츠리 (巽 マツリ)): 고 핑크) (21세 (생일: 1979년 12월 21일))

### 재마 일족
재마 일족(災魔一族 사이마이치조쿠[*])은 구급전대 고고파이브에 등장하는 악의 조직. 대마녀 그랑디누가 지배한다.
파괴 그 자체를 목적으로 하는 악마 종족. 우주의 악마중에서도 최강의 종족으로 알려져 있다. 마이너스 에너지가 넘쳐 큰 재앙을 일으키는 행성 배열 에너지를 이용하여 지구에 대재앙을 가져오도록 하기 위해 활동한다. 북극에 있는 마궁 '재마 파라디코'를 근거지로 하고 있다.
- 대마녀 그랑디누(大魔女グランディーヌ 다이마조구란디이누[*])
- 명왕 지르피자(冥王ジルフィーザ 메에오오지루휘이자[*])
- 야수남작 코볼다(獣男爵コボルダ 주우단샤쿠코보루다[*])
- 사령희 디너스(邪霊姫ディーナス 자레에히메디이나스[*])
- 용명왕 사라만데스(幽魔王サラマンデス 유우마오오사라만데스[*])
- 집사 피에르(呪士ピエール 슈시피에에루[*])

## 캐스트

### 주연
- 타츠미 마토이 / 고 레드 (음성) : 니시오카 류이치로
- 타츠미 나가레 / 고 블루 (음성) : 타니구치 마사시
- 타츠미 쇼 / 고 그린 (음성) : 하라다 아츠시
- 타츠미 다이온 / 고 옐로 (음성) : 시바타 켄지
- 타츠미 마츠리 / 고 핑크 (음성) : 사카구치 모니카 현 시바타 카요코
- 타츠미 몬도 : 마이크 마키
- 사령희 디너스 : 히라사와 카야

### 주조연
- 타츠미 리츠코 : 요시자와 교코
- 하야세 쿄코 : 미야무라 유코
- 애널라이즈 로보 민트 (음성) : 아이다 사야카
- 이누이 켄지 : 이와오 타쿠시
- 대마녀 그랑디누/파괴신 지르피자/파괴 신 사라만 데스 드래곤 (음성) : 야마다 미호
- 명왕 지르피자 (음성) : 나카무라 다이키
- 야수남작 코볼다 (음성) : 노무라 켄지
- 동귀 도로프 (음성) : 미야무라 유코
- 용명왕 사라만데스/유마왕 사라만데스 (음성) : 미도리카와 히카루
- 집사 피에르 (음성) : 마츠노 타이키

## 관련 작품
- 구급전대 고고파이브: 격돌! 새로운 초전사
- 구급전대 고고파이브 vs. 긴가맨
- 미래전대 타임레인저 vs. 고고파이브

### 내용주
1. ↑  오리지널 비디오에 등장했던 본래의 장남 암왕 길도 포함하면 5형제다.
2. ↑  《국외 전개판 파워 레인저 라이트 스피드 레스큐》에서는 이 작품 원본 추가 전사·타이타니아의 레인저가 등장하고 있다.

### 참조화수
1. ↑  완전 머티어리얼 북 하권 2002, pp. 86-87.
2. 1 2 3  완전 머티어리얼 북 하권 2002, p. 87
3. ↑  완전 머티어리얼 북 하권 2002, pp. 87-88.
4. ↑  초전집 2000, p. 62, 메모리얼 좌담회
5. ↑  SUPER VISUAL 2002, p. 165, 히가사 준 인터뷰.
6. ↑  하쿠가 료오란 시모노권 2012, p. 74
7. ↑  초전집 2000, p. 66, 구급 신문 호외.
8. ↑  TOY HISTORY 2011, p. 11, 슈퍼 전대 로보·32년의 비.
9. ↑  TOY HISTORY 2011, p. 59, 1991···2000.
10. ↑  TOY HISTORY 2011, p. 117, 슈퍼로보 증언집.
11. ↑  토이 저널 2001년 1월호